# 土佐堀通

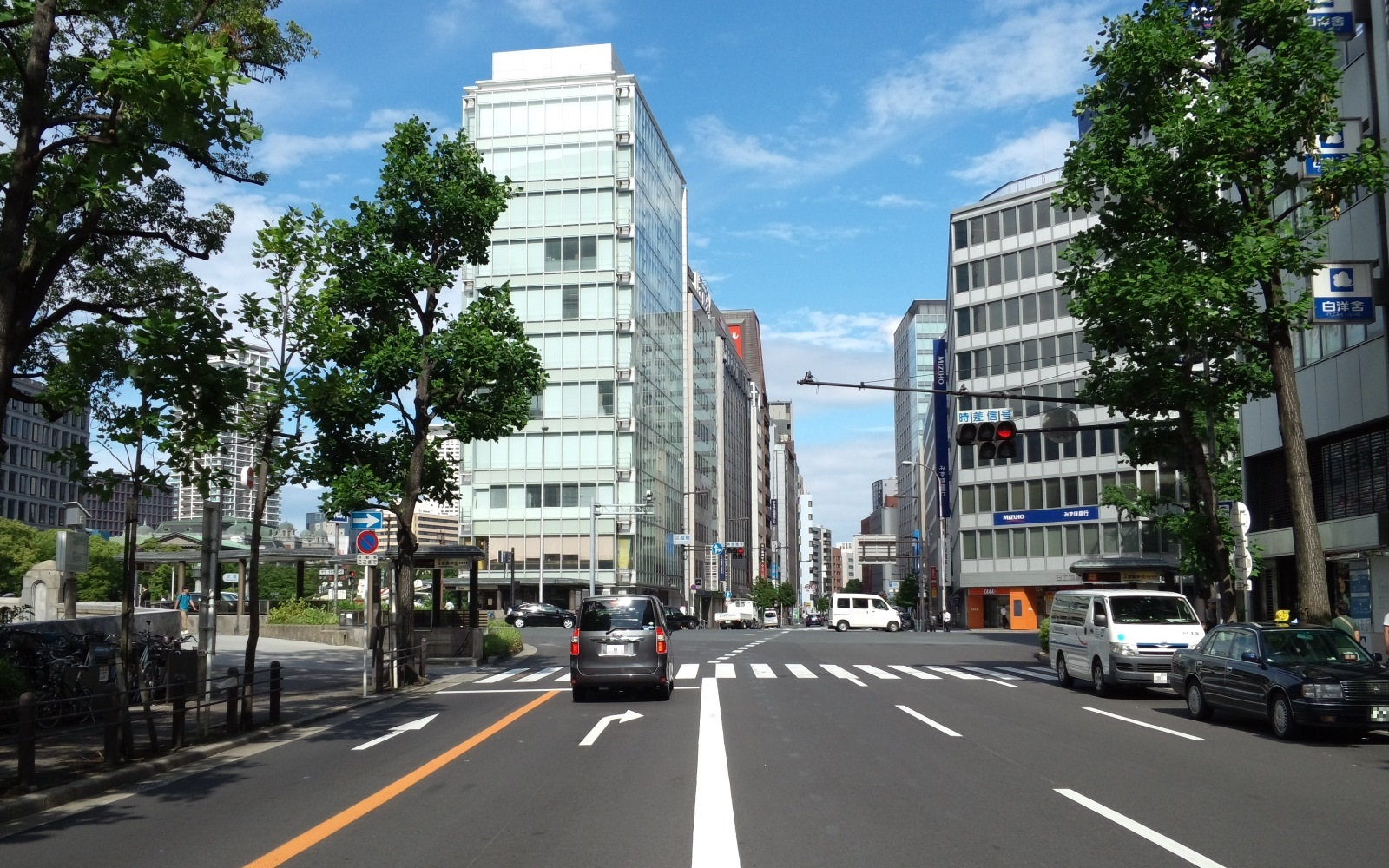
淀屋橋交差点を西から望む

土佐堀通（とさぼりどおり）は、大阪府大阪市を東西に通る主要地方道の愛称。

## 概要
- 起点：昭和橋西交差点（大阪市西区川口）
- 終点：片町橋北詰交差点（大阪市都島区片町）

全長約4.7km。土佐堀3交差点以西は大阪府道29号大阪臨海線、淀屋橋交差点以東は大阪府道168号石切大阪線のそれぞれ一部区間に当たる。また、葭屋橋東詰（今橋東詰） - 京阪東口交差点付近間および寝屋川橋東詰交差点 - 片町東交差点間は京街道の一部区間に当たる。
北側に並行して終点から起点方向へ土佐堀川が西流しており、船場ではその南岸を通る。ただし、下船場では土佐堀1交差点以西は江戸堀川（現在は埋立）の北岸を通る江戸堀北通を利用しており、土佐堀1交差点 - 肥後橋交差点間は新道であるため、土佐堀川の南岸を通る元来の土佐堀通とは別の道路となっている。
本町通・末吉橋通（長堀通）とともに大阪市都心部の東西幹線として、大阪市電土佐堀南岸線・堺筋線・北浜線・今橋天満橋筋線・天満橋善源寺町線の敷設によって拡幅・新設されてきた経緯があり、沿線には北浜の金融街や住友村が広がっている。地上を走っていたこれらの路線は1968年に廃止されたが、1963年に淀屋橋駅まで延伸された京阪本線が淀屋橋交差点 - 葭屋橋西詰間の地下を走っている。
土佐堀1交差点以東は渋滞が頻発する。

## 沿線情報
沿線を並行しているのは以下のものである。
- 土佐堀川
- 京阪電鉄
  - 本線 （淀屋橋駅 - 北浜駅 - 天満橋駅）
  - 中之島線 （中之島駅 - 渡辺橋駅 - 大江橋駅 - なにわ橋駅 - 天満橋

各区で以下の施設に接続している。
- 福島区
  - 大阪市中央卸売市場
  - ほたるまち
- 北区
  - 中之島
  - 中之島フェスティバルタワー東棟
    - フェスティバルホール
    - 朝日新聞大阪本社

  - 大阪市役所
  - 日本銀行大阪支店
  - 中之島公園
  - 大阪府立中之島図書館
  - 大阪市中央公会堂
  - 大阪市立東洋陶磁美術館
- 西区
  - 日本高校野球連盟
  - 大阪YMCA
    - 大阪YMCA国際専門学校

  - 肥後橋駅 - Osaka Metro四つ橋線
  - リーガ中之島イン
  - 日本ライトハウス情報文化センター
  - 大同生命大阪本社ビル
- 中央区
  - 住友村
  - 淀屋橋駅西地区第一種市街地再開発事業
  - 淀屋橋駅 - Osaka Metro御堂筋線
  - 淀屋橋駅東地区都市再生事業
  - 日本生命淀屋橋ビル
  - 淀屋橋スクエア
  - 大阪取引所
  - 今橋
  - 関西棋院
  - 大阪大林ビル
  - 天神橋
  - 日本郵政公社
  - 八軒家船着場
  - 大阪キャッスルホテル
  - 京阪シティモール
  - 天満橋
  - 天満橋駅 - Osaka Metro谷町線
  - 大阪マーチャンダイズマートビル（OMMビル）
  - 日本経済新聞大阪本社
  - テレビ大阪
  - ドーンセンター
- 都島区
  - 京橋
  - 大阪城公園
  - 桜之宮公園
  - 大阪城北詰駅 - JR東西線
  - 大阪ビジネスパーク (OBP)

## 交差する道路

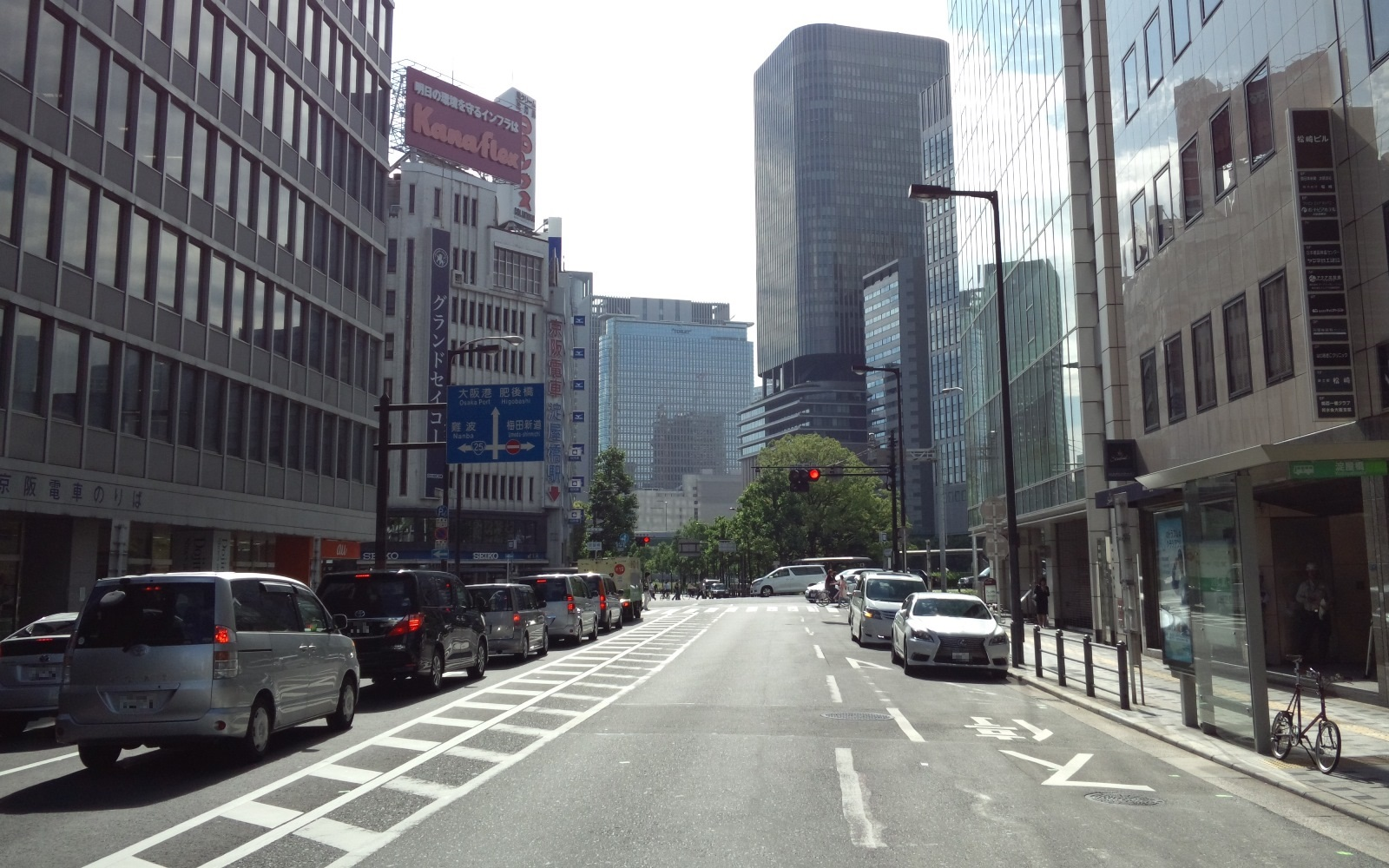
淀屋橋交差点を東から望む

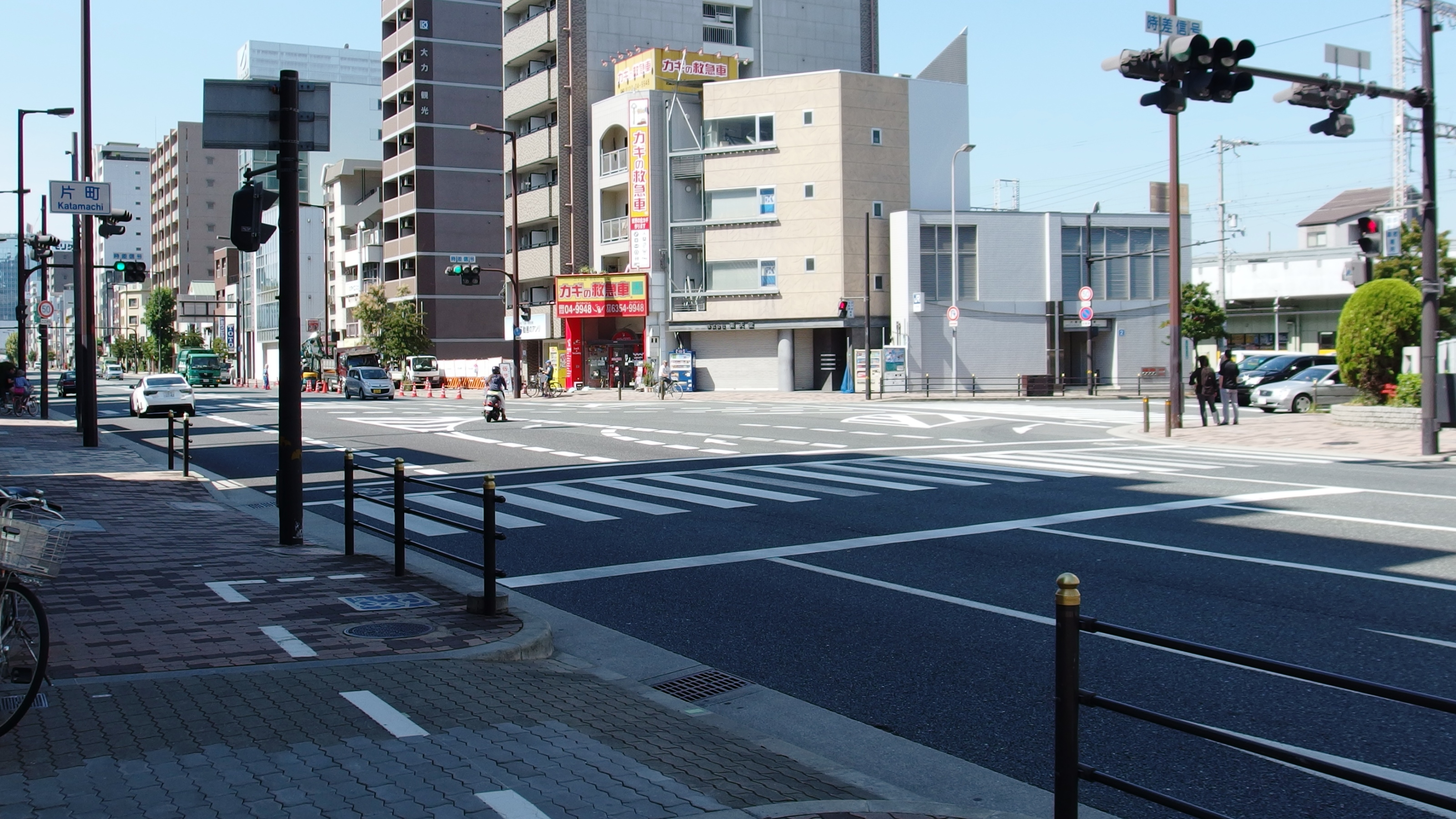
片町交差点

| 接続する道路 南← 土佐堀通 →北                 | 接続する道路 南← 土佐堀通 →北            | 交差点       | 交差点 | 交差点 |
| --------------------------------------------- | ---------------------------------------- | ------------ | ------ | ------ |
| みなと通 （大阪港方面）                       |                                          |              |        |        |
| N/A                                           | 府道29号大阪臨海線                       | 昭和橋西     | 大阪市 | 西区   |
| 新なにわ筋 府道29号大阪臨海線                 | 新なにわ筋 都計尼崎堺線                  | 土佐堀3      | 大阪市 | 西区   |
| あみだ池筋 都計中津西本町線                   | あみだ池筋 都計中津西本町線              | 土佐堀2      | 大阪市 | 西区   |
| なにわ筋 府道41号大阪伊丹線                   | なにわ筋 府道41号大阪伊丹線              | 土佐堀1      | 大阪市 | 西区   |
| 四つ橋筋 市道南北線                           | 四つ橋筋 市道南北線                      | 肥後橋       | 大阪市 | 西区   |
| 御堂筋 国道25号 重複=国道26号、国道165号      | 御堂筋 国道25号 重複=国道26号、国道165号 | 淀屋橋       | 大阪市 | 中央区 |
| 堺筋 府道102号恵美須南森町線                  | 堺筋 府道102号恵美須南森町線             | 北浜1        | 大阪市 | 中央区 |
| 松屋町筋 市道天神橋天王寺線                   | 天神橋筋 市道天神橋天王寺線              | 天神橋       | 大阪市 | 中央区 |
| 谷町筋 府道30号大阪和泉泉南線                 | 天満橋筋 府道30号大阪和泉泉南線          | 天満橋       | 大阪市 | 中央区 |
| 上町筋 都計東野田河堀口線                     | N/A                                      | 京阪東口     | 大阪市 | 中央区 |
| 市道赤川天王寺線                              | N/A                                      | 寝屋川橋東詰 | 大阪市 | 都島区 |
| N/A                                           | 市道赤川天王寺線                         | 片町         | 大阪市 | 都島区 |
| N/A                                           | 府道168号石切大阪線                      | 片町橋北詰   | 大阪市 | 都島区 |
| 城見通 都計片町徳庵線（森ノ宮駅、放出東方面） |                                          |              |        |        |

## 交通量
- 大阪市中央区北浜3丁目：26,549（平日24時間交通量（台）、2005年度（平成17年度道路交通センサスより））